# Samsung 360 m1
Samsung Vodafone 360 M1, znany również jako Samsung GT-i6410 – telefon pracujący na systemie LiMo (Linux Mobile), który został wypuszczony na rynek telekomunikacyjny przez operatora komórkowego Vodafone. Telefon został wdrożony do sprzedaży w krajach takich jak Wielka Brytania, Hiszpania, Francja, Niemcy, Grecja, Irlandia, Włochy oraz Portugalia.

## Specyfikacja[1]
- GPS
- Odtwarzane formaty video: MPEG4, H.263, H.264, Divx, Xvid, WMV, VGA;
- Odtwarzane formaty audio: MP3, AAC, AAC+, AAC+(e), WMA, AMR
- Aplikacje Vodafone -- People View, Time Line, View, Menu Mode, Search